# Camiros
Camiros (en grec antic Κάμειρος) era una ciutat de l'illa de Rodes, a la costa nord-oest. Segons la tradició era una de les tres ciutats de l'illa fundades pels doris, juntament amb Lindos i Ialisos. Homer la menciona al "Catàleg de les naus", a la Ilíada, i diu que tenia un color blanc brillant. Les tres ciutats van anar a la guerra de Troia dirigides per Tlepòlem.
Una llegenda explicava que va ser fundada per Camir, fill de Cèrcaf, i els seus germans Ialis i Lindos van fundar les altres dues. Amb elles, formava part de l'Hexàpolis dòrica, on a més hi havia Cnidos i Halicarnàs a Cària i l'illa de Cos, segons diu Heròdot.
A finals del segle vi aC i al començament del V aC, Camiros estava sota dependència persa. La ciutat va recuperar la seva autonomia al final de les Guerres mèdiques, i es va adherir a la Lliga de Delos. El 411 aC, els espartans van sortir de Cnidos, i van arribar a Camiros amb 94 vaixells. Ràpidament van ocupar la ciutat, que no està fortificada, segons diu Tucídides, i van convocar una assemblea on els ciutadans van decidir canviar de fidelitat. L'any 407 aC, les tres ciutats van fundar conjuntament, conservant cadascuna la seva autonomia, la ciutat de Rodes, que es va convertir en la capital de l'illa.
L'any 305 aC, la ciutat va rebutjar els atacs de Demetri Poliorcetes. El 226 aC un terratrèmol va destruir la ciutat. El 142 aC un altre terratrèmol la va tornar a destruir. Sota el domini romà, gai cassi Longí va devastar Camiros i la resta de l'illa.
Era la ciutat de naixement del poeta Pisandre. És la moderna Camiro.